# Malasaurus
Malasaurus — вимерлий рід тероцефалових терапсид, що існував на території Росії. Типовий вид — Malasaurus germanus.